# Orden de la Guerra Patria
La Orden de la Guerra Patria (en ruso: Орден Отечественной войны) es una orden de la Unión Soviética, establecida por Decreto del Presídium del Sóviet Supremo de la URSS «Sobre el establecimiento de la Orden de la Guerra Patria de los grados primero y segundo» de fecha 20 de mayo de 1942.
Posteriormente, se hicieron algunos cambios a la descripción de la orden por el Decreto del Presídium del Sóviet Supremo de la URSS del 19 de junio de 1943, y en el estatuto de la orden —por Decreto del Presídium del Sóviet Supremo de la URSS del 16 de diciembre de 1947—.

## Historia
El 10 de abril de 1942, Stalin dio instrucciones al Comandante en Jefe de la retaguardia del Ejército Rojo, el teniente general Andréi Jurlev, para que desarrollara y presentara un borrador de orden para recompensar a los militares que se distinguieron en las batallas contra la Alemania nazi. Inicialmente, se planeó que la orden se llamara «Por valor militar».
Los artistas Serguéi Ivanovich Dmitriev (autor de los dibujos para las medallas «Al valor», «Por el Servicio de Combate» y la «Medalla del 20.º Aniversario del Ejército Rojo de Obreros y Campesinos») y Alexander Ivanovich Kuznetsov participaron en el trabajo del proyecto de la orden. Dos días después presentaron los primeros bocetos, de los que se seleccionaron varios trabajos para la fabricación de pruebas en metal. El 18 de abril de 1942, las muestras se enviaron para su aprobación. Se decidió utilizar el proyecto de A.I. Kuznetsov, y la idea de la inscripción «Guerra Patria» en el letrero fue tomada del proyecto de S.I. Dmitriev.
La orden estaba compuesta por dos clases, 1.ª y 2.ª, concedidas en función del mérito del hecho recompensado. Fue la primera condecoración soviética establecida durante la guerra y la primera orden soviética dividida en clases. Sus estatutos, definían perfectamente qué actos eran merecedores de ser premiados; por ejemplo: abatir tres aviones como piloto de caza, o destruir dos tanques pesados, tres medios o cuatro ligeros, o capturar un barco de guerra, o reparar un avión bajo fuego enemigo después de aterrizar en territorio hostil, y otras, eran acciones merecedoras de la 1.ª clase. También fue concedida a algunas tropas y comandantes aliados. se podía conceder varias veces por diferentes hazañas y distinciones.
En total se concedieron 324 903 de 1.er grado y 951 652 de 2.do grado durante la guerra. Hasta 1985, el número total de órdenes de la Guerra Patria otorgadas fue de 1 350 000 aproximadamente.
En 1985, durante la celebración del 40.º aniversario de la victoria en la Gran Guerra Patria, se decidió que todos los veteranos supervivientes de la guerra recibirían la segunda o la primera clase de la Orden, de esta forma se concedieron unos 2 054 000 de 1.er grado y 5 408 000 de 2.do grado.
En enero de 1992, el número total de todos los pedidos adjudicados fue de 2 487 098 variantes de primera clase y 6 688 497 variantes de segunda clase.
La Orden de la Guerra Patria, de 1.er grado, se lleva en el lado derecho del pecho y se coloca justo después de la Orden de Alejandro Nevski. La Orden de la Guerra Patria, de 2.º grado, se lleva en el lado derecho del pecho y se coloca después de la Orden de la Guerra Patria de 1.er grado.

## Descripción
La Orden de la Guerra Patria de 1.er grado es una imagen de una estrella convexa de cinco puntas cubierta de esmalte rojo rubí sobre un fondo de rayos dorados que divergen en forma de estrella pulida de cinco puntas, los extremos de que se colocan entre los extremos de la estrella roja. En medio de la estrella roja hay una imagen dorada de una hoz y un martillo sobre una placa redonda de color rojo rubí, bordeada por un círculo de esmalte blanco, con la inscripción «ОТЕЧЕСТВЕННАЯ ВОЙНА» (Guerra Patria) con una estrella dorada en la parte inferior del círculo.
La estrella roja y el círculo blanco tienen bordes dorados. En el contexto de los rayos de la estrella dorada, se representan los extremos de un rifle y un sable, cruzados detrás de una estrella roja. La culata del rifle se gira hacia la derecha y hacia abajo, la empuñadura del sable se gira hacia la izquierda y hacia abajo. Las imágenes del rifle y el sable están oxidadas.
La insignia de la Orden de la Guerra Patria de 2.do grado a diferencia de la orden de 1.er grado, estaba realizada en plata. La estrella radiante inferior está pulida. La imagen del rifle y el sable están oxidados. El resto de la orden, no recubierto de esmalte, está dorado.
La insignia de la Orden de la Guerra Patria, de 1.er grado, está realizada en oro (583) y plata. El contenido de oro en la orden de primer grado es 8,329 ± 0,379 g, el contenido de plata es de 16,754 ± 0,977 g. El peso total de la orden de primer grado es de 32,34 ± 1,65 g.
La insignia de la orden del segundo grado estaba realizada en plata. El contenido de oro de la orden de segundo grado es de 0,325 g, el contenido de plata es de 24,85 ± 1,352 g. El peso total de la orden de segundo grado es de 28,05 ± 1,50 g.
La hoz y el martillo aplicados en el centro de la orden están hechos de oro en ambos grados de la orden. El diámetro del círculo circunscrito (el tamaño de la orden entre los extremos opuestos de las estrellas rojas y doradas o plateadas) es de 45 mm. La longitud de las imágenes del rifle y del sable también es de 45 mm. El diámetro del círculo central con la inscripción es de 22 mm.
En el reverso, la insignia tiene un pasador roscado con una tuerca para sujetar la orden a la ropa.
La cinta de la orden es de seda, color burdeos muaré con rayas rojas longitudinales:
- para 1.er grado - con una tira en el medio de la cinta, 5 mm de ancho;
- para 2.do grado - con dos franjas a lo largo de los bordes, cada una de 3 mm de ancho.

## Medallas y cintas
| Primer grado        | Segundo grado | Reverso común |
| ------------------- | ------------- | ------------- |
|                     |               |               |
| Cinta de la medalla |               |               |
|                     |               |               |